# 안젤라 아렌츠

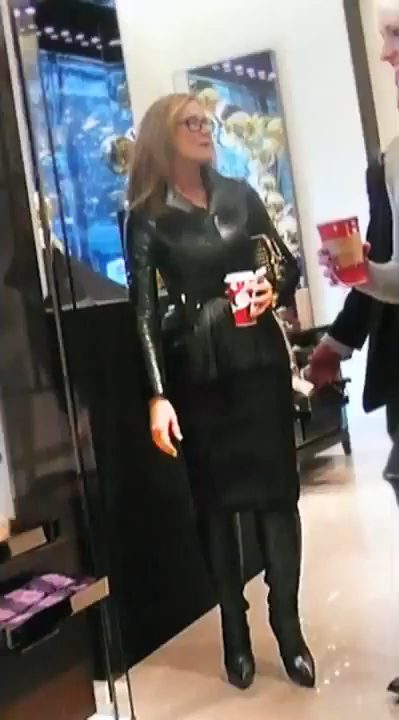
2012년 모습

데임 안젤라 진 아렌츠(Dame Angela Jean Ahrendts, DBE, 1960년 6월 7일~)는 이전에 애플의 소매 부문 수석 부사장이었던 미국계 영국인 사업가이다. 그녀는 2006년부터 2014년까지 버버리의 CEO였다. 2014년에 버버리를 떠나 애플에 합류했다. 포브스가 선정한 2015년 세계에서 가장 영향력 있는 여성 목록에서 25위에 올랐고, BBC 라디오 4 Women's Hour 100 Power List에서 영국에서 가장 영향력 있는 여성 9위에 올랐으며, 포춘이 선정한 2014년 세계에서 가장 영향력 있는 여성 목록에서 29위에 올랐다. 또한 2016년 해체될 때까지 영국 총리의 비즈니스 자문위원회의 회원이었다.

## 어린 시절
인디애나주 뉴팔레스타인에서 여섯 자녀 중 셋째로 태어나고 자랐다. 그녀의 아버지 리처드 아렌츠(Richard Ahrendts)는 사업가였고 어머니 진(Jean)은 주부였다. 뉴팔레스타인 고등학교(New Palestine High School)에 다녔으며 그곳에서 대표팀 치어리더로 활동했다. 1981년에 인디애나주 먼시에 있는 볼 주립 대학교에서 머천다이징 및 마케팅 학사 학위를 취득했다.

## 경력
아렌츠는 패션 업계에서 일하기 위해 뉴욕으로 이주했다. 브래지어 제조업체인 워나코(Warnaco)에서 상품 판매를 포함한 일련의 직위를 거친 후 1989년 도나 캐런 인터내셔널(Donna Karan International)에 입사하여 도매 및 라이선싱을 통해 럭셔리 브랜드를 국제적으로 발전시키기 위해 노력했다. 1996년에는 레슬리 웩스너(Leslie Wexner)에 의해 헨리 벤델(Henri Bendel)에 고용되어 벤델 매장을 50개의 새로운 시장으로 확장했지만 2년 후 이사회에 의해 프로젝트가 취소되었다.
1998년에 피프스 앤드 퍼시픽 컴퍼니즈(Fifth and Pacific Companies)에 기업 판촉 및 디자인 담당 부사장으로 합류했다. 2001년에 기업 판촉 담당 수석 부사장 겸 그룹 사장으로 승진하여 런드리 바이 셸리 시걸(Laundry by Shelli Segal), 러키 브랜드 던거리스(Lucky Brand Dungarees) 및 리즈 클레이본(Liz Claiborne Inc.)의 남성 소매 사업을 포함하여 그룹 내 20개 이상의 브랜드 판촉을 담당했다. 2002년에 그녀는 다시 부사장으로 승진하여 여성 및 남성 라인 전반에 걸쳐 리즈 클레이본 제품, 서비스 및 개발 전체 라인을 총괄하게 되었다.

## 같이 보기
- 애플의 역사
- 애플 스토어